# Tanja Romano
Tanja Romano, večkratna svetovna prvakinja v kotalkanju, * 10. januar 1983, Trst.

## Življenje in delo
Tanja Romano se je rodila v Trstu in je že pri petih letih začela s kotalkanjem pri slovenskem športnem društvu Polet z Opčin nad Trstom. V kotalkanju je osvojila ogromno lovorik, od mladinskih prvenstev dalje. Ko je leta 2011 zaključila s tekmovalno potjo, se je lahko ponašala s 15. svetovnimi naslovi in 2. podnaslovi. Ob tem je zbrala še 6 zlatih, 2 srebrni in 1 bronasto medaljo na evropskih prvenstvih, zmagala je tudi na 13. italijanskih kotalkarskih prvenstvih.
Leta 2003 je prejela Bloudkovo plaketo za svetovne uspehe.
Leta 2014 so jo sprejeli v Hišo slavnih športnikov na Občini Trst.